# Hebdomada Aenigmatum
Hebdomada Aenigmatum è la prima rivista di enigmistica e cruciverba in Latino.
È pubblicata mensilmente dall'Associazione Culturale Leonardo, in collaborazione con la rivista online di notizie in latino Ephemeris e con la casa editrice ELI. È disponibile gratuitamente in formato .pdf stampabile registrandosi sul sito della rivista.
La rivista contiene vari cruciverba e giochi di parole in Latino, una variante del sudoku in numeri romani, problemi di scacchi, rebus, etc. Contiene inoltre una sezione di notizie internazionali di attualità, una striscia del fumetto Incredibilis Snupius (Snoopy) e una sezione di argomenti diversi (recensioni film, ricette, sport, etc.).
Il direttore della rivista è Luca Desiata alias "Lucas Cupidus". Il comitato editoriale è composto da Herimannus Novocomensis, Iconoclastes, Lydia Ariminensis, Theodorus.
Nel 2019 Hebdomada Aenigmatum è diventata un libro pubblicato dalla casa editrice francese “Maison du Dictionnaire” .

## Eventi
Il 25 marzo 2016, Hebdomada Aenigmatum ha organizzato il primo Certamen Aenigmatum Latinorum ("Olimpiadi di enigmistica latina") in occasione del X Festival Européen Latin-Grec presso l'Ecole Normale Supérieure di Lione. 
Il 28 maggio 2016 ha organizzato a Roma il corso "Business Latin - il Latino per il manager moderno" per Acem, l'associazione dei dirigenti di Enel.
Dal 2015 ha organizzato varie presentazioni sul tema "Il latino nell'era di Internet", di cui due nel 2017 presso la Scuola Normale di Pisa.

## Edizioni speciali

### Editio Natalicia
Pubblicata nel mese di decembre 2014, contiene giochi di parole su Jingle Bells in latino (Tinniat Tintinnabulum), Silent Night (Silens Nox), Adeste Fideles, un rebus con tanto di abete e decorazioni natalizie, e molti altri giochi con vari riferimenti al Natale.

### Ego sum Carolus
"Ego sum Carolus" è la traduzione latina di Je suis Charlie. Lo slogan "Ego sum Carolus" è stato adottato dal comitato editoriale di Hebdomada Aenigmatum per sostenere la libertà di pensiero a seguito dell'attacco terroristico del 7 gennaio 2015 contro il giornale satirico francese Charlie Hebdo a Parigi. L'edizione "Ego sum Carolus" è stata pubblicata a gennaio 2015 con la copertina, un rebus e una striscia del fumetto Incredibilis Snupius dedicate a Charlie Hebdo.

### Onomata Kechiasmena
A maggio 2015 Hebdomada Aenigmatum ha lanciato ONOMATA KEXIAΣMENA, la prima rivista di enigmistica in greco antico, in collaborazione con Akropolis World News, il primo sito online di notizie di attualità in greco antico. La rivista contiene un cruciverba interamente basato sul primo canto dell'Iliade, vari giochi di parole, una ricostruzione del proemio dell'Odissea in cui le consonanti sono state sostituite da numeri, un crucipuzzle, una striscia di Asterix in greco antico, delle notizie di attualità in collaborazione con Akropolis World News.